# Bergner's
P.A. Bergner & Co. (ook bekend als Bergner's) was een luxe warenhuisketen in het Amerikaanse Midwesten, die in 1889 werd opgericht. De keten is nu een online retailer die wordt gerund door BrandX.com, Inc. De vlaggenschipwinkel was gevestigd in Peoria, Illinois, bij The Shoppes at Grande Prairie.

## Geschiedenis

### Beginjaren
Bergner's werd in 1889 in het centrum van Peoria opgericht door Peter Alan Bergner. Het beroemde gebouw van rode steen bestond uit zes verdiepingen met onder meer een theesalon, een hoedenmakerij, een schoenmakerij en de beroemde afdeling voor fijn porselein. De winkel stond op de hoek van Adams Street en Fulton Street, tegenover de toenmalige concurrent Block & Kuhl Company.

### Uitbreiding

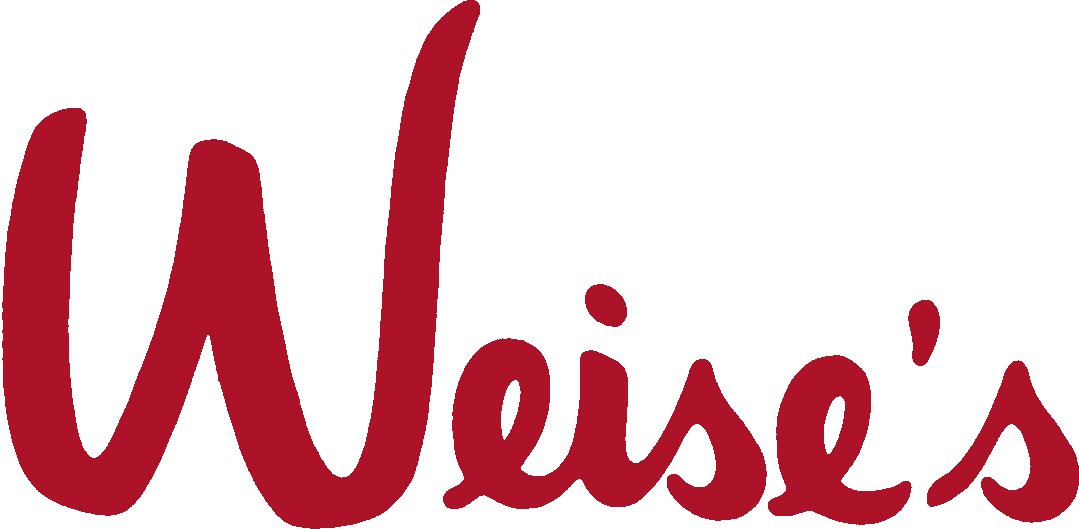
Sommige winkels droegen het merk Weise's. De vlaggenschiplocatie van Weise was in Rockford, IL

In 1957 werd een tweede vestiging van Bergner's geopend in Peoria, in het toenmalige Sheridan Village Shopping Center. Tussen 1961 en 1973 verkocht het warenhuis in Sheridan Village de meeste artikelen per vierkante meter van alle warenhuizen in de Verenigde Staten. Dit Bergner's filiaal was het grootste warenhuis in Illinois buiten de omgeving van Chicago. In de jaren 1970 opende de keten nog een aantal vestigingen in Pekin, Bloomington, Decatur, Champaign, Galesburg, Quincy en Peru. In de jaren 1970 opende Bergner's een budgetwinkel (gebaseerd op de originele koopjeswinkel in het stadscentrum) in het Madison Park Shopping Center in Peoria. Dit concept werd zonder verdere uitbreiding in 1993 gesloten. 
In april 2003, na het vier jaar durende bouwproces van het lifestylecentrum "Shoppes at Grand Prairie", opende Bergner's een nieuwe vestiging die als vlaggenschipwinkel fungeerde. Het werd het grootste warenhuis ten zuiden van Chicago en ten noorden van St. Louis.

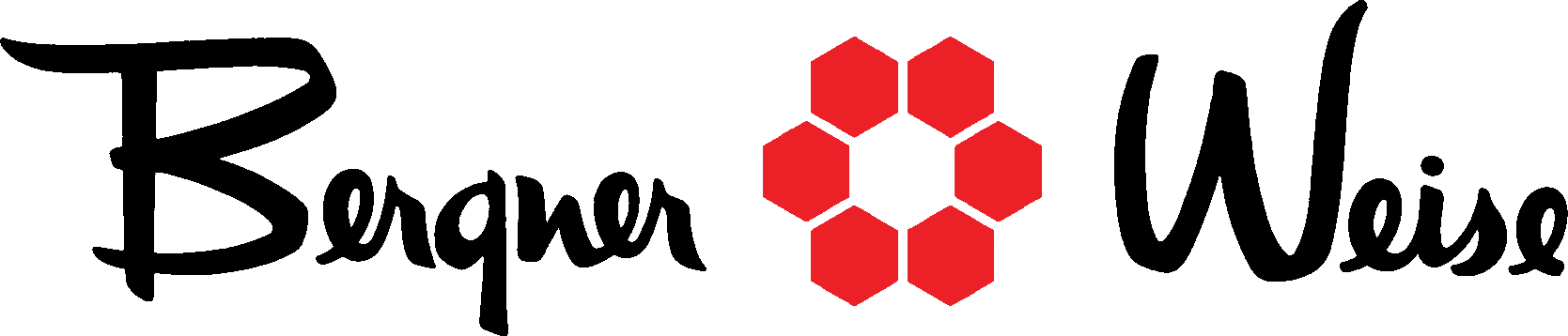
Andere winkels droegen de merknaam Bergner-Weise totdat ze, nadat ze de merknaam Weise hadden afgeschaft, simpelweg Bergner's gingen heten.

### Fusies en overnames

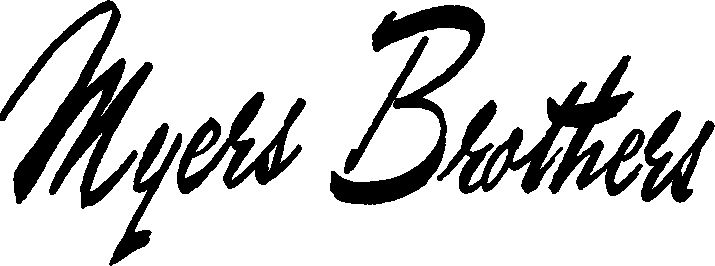
Myers Brothers was een keten die in 1978 door Bergner's werd overgenomen.

Bergner's groeide sterk in de late jaren 1970 en in de jaren 1980. In 1978 nam het de acht winkels van Myers Brothers Company in Springfield, Illinois, over. In 1985 nam Bergner's alle warenhuizen in Wisconsin van Boston Store over, samen met drie vestigingen van Gimbel's. In 1989 kocht P.A. Bergner de keten Carson Pirie Scott uit Chicago voor ruim $ 450 miljoen. Carson's had in november 1987 Donaldson's uit Minneapolis gekocht. Hiermee werd Bergner's een belangrijke speler in het Middenwesten, met winkels in vijf staten: Wisconsin, Illinois, Minnesota, Indiana en Iowa. Ze opereerden onder de merknamen Bergner's, Carson Pirie Scott en Boston Store.

### Latere jaren
P.A. Bergner was eigenaar van de winkel tot aan zijn dood in 1926. Zijn zoon John Velde Bergner was voorzitter van het bedrijf tot aan zijn zelfmoord in 1938. 
Maus Frères S.A., gevestigd in Genève, Zwitserland, nam het bedrijf over na de dood van de jonge Bergner en gaf de winkel zijn unieke rode logo met zes zeshoeken, een embleem dat Bergner deelde met vijf zusterbedrijven en dat nog terugkomt in het huidige logo van de Zwitserse warenhuisketen Manor.
De winkel in het centrum van Peoria bleef open tot 1986 en werd in 2000 gesloopt. Op deze locatie is nu een Technology Plaza gevestigd. Ter nagedachtenis aan de lange geschiedenis van Bergner's op die locatie, is de hoeksteen van het rode stenen gebouw nog steeds te zien buiten de ingang van het college.

### Faillissement en overname door Proffitt's
In augustus 1991 was Bergner's bankroet. In 1993 kon het bedrijf een doorstart maken onder de nieuwe naam Carson Pirie Scott & Co. en werd het een beursgenoteerd bedrijf.
Proffitt's Inc., nu Saks Incorporated, kocht het bedrijf in 1998 en noemde de gekochte groep winkels intern de Northern Department Store Group. Door deze aankoop werd de aanwezigheid van Saks in het noorden vergroot.

### Verkoop aan The Bon-Ton
In juli 2005 voltooide Saks de verkoop van haar Southern Department Store Group, bestaande uit Proffitt's en McRae's aan Belk, Inc., gevestigd in Charlotte, North Carolina. Op 31 oktober 2005 kondigde Saks aan dat het Bergner's en haar andere Northern Department Store Group-winkels (Carson Pirie Scott, Younkers, Boston Store en Herberger's) zou verkopen aan Bon-Ton Stores in een deal van $ 1,1 miljard. De transactie werd afgerond op 6 maart 2006. Vanaf 2006 werd de naam Bergner's op 14 locaties gebruikt, allemaal in Illinois.
Bon-Ton Stores maakte op 17 april 2018 bekend dat het zijn activiteiten zou staken en dat het zou beginnen met de liquidatie van alle 267 winkels, nadat twee liquidatoren, Great American Group en Tiger Capital Group, een veiling voor het bedrijf hadden gewonnen. De waarde van het bod werd geschat op $ 775,5 miljoen. Dit omvatte alle overgebleven Bergner's-winkels na 128 jaar van bestaan. Volgens de nationale retailverslaggever Mitch Nolen sloten de winkels binnen 10 tot 12 weken. 
Op 10 september 2018 heeft CSG Generation, gevestigd in Merrillville, Indiana, alle handelsmerken en intellectuele eigendomsrechten van The Bon-Ton verworven.  Begin 2021 verkocht CSC Generation vervolgens alle verworven activa van Bon-Ton aan BrandX.com, Inc., gevestigd in New York.